# Ovipositor

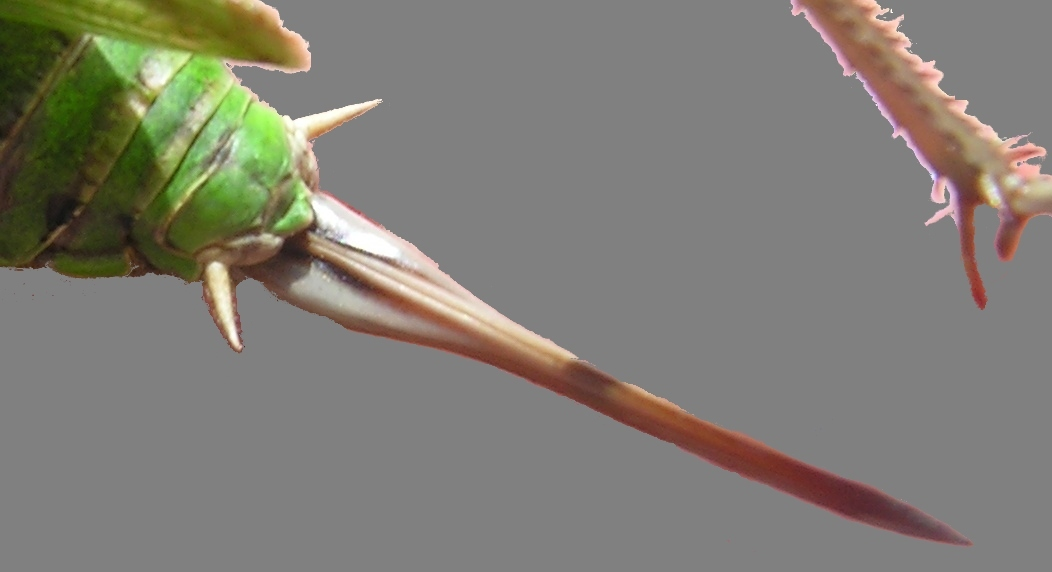
Ovipositor de saltamontes (se pueden ver los dos cercos).

Grillo común Gryllus assimilis
A. Macho con alas levantadas para cantar
B. Hembra con largo ovipositor
C. Grillos inmaduros
D. Hembra insertando su ovipositor en el suelo
E. Hembra con su ovipositor parcialmente enterrado

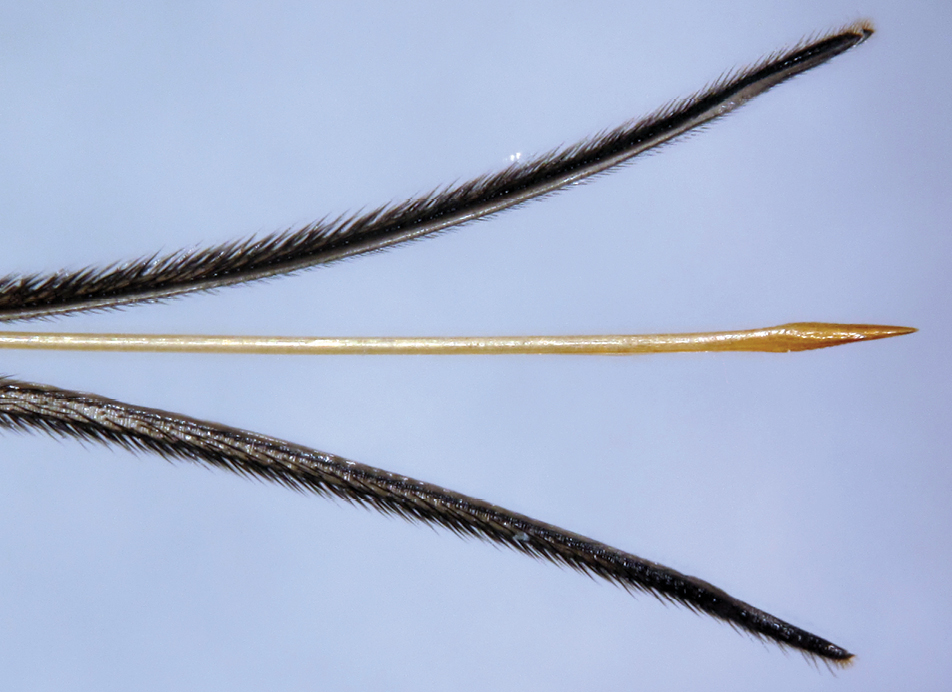
Ovipositor de Scambus calobatus

El órgano ovipositor, también llamado simplemente ovipositor, ovopositor u oviscapto, es una estructura usada por las hembras de muchos insectos para depositar huevos. Consiste de apéndices o gonopodios de los segmentos 8 y 9 del abdomen. Son apéndices con la función de transmitir el huevo, preparar un lugar para este y ubicarlo en la forma apropiada.

## Variedades
Hay una gran variedad de tipos de ovipositores en los diferentes grupos de insectos. En algunos casos se usa simplemente para adherir el huevo a una superficie, pero en muchas especies (especialmente en avispas parasíticas y otros miembros de Hymenoptera) es también un órgano perforador. Los saltamontes (Ensifera) también lo usan para hacer un agujero en la tierra donde depositar los huevos; en estos suele ser bastante grande y con forma de sable. Las cigarras también usan su ovipositor para perforar la madera o tallos. Tanto los saltamontes como las avispas sierra (Symphyta) cortan los tejidos vivos de las plantas por medio del ovipositor.

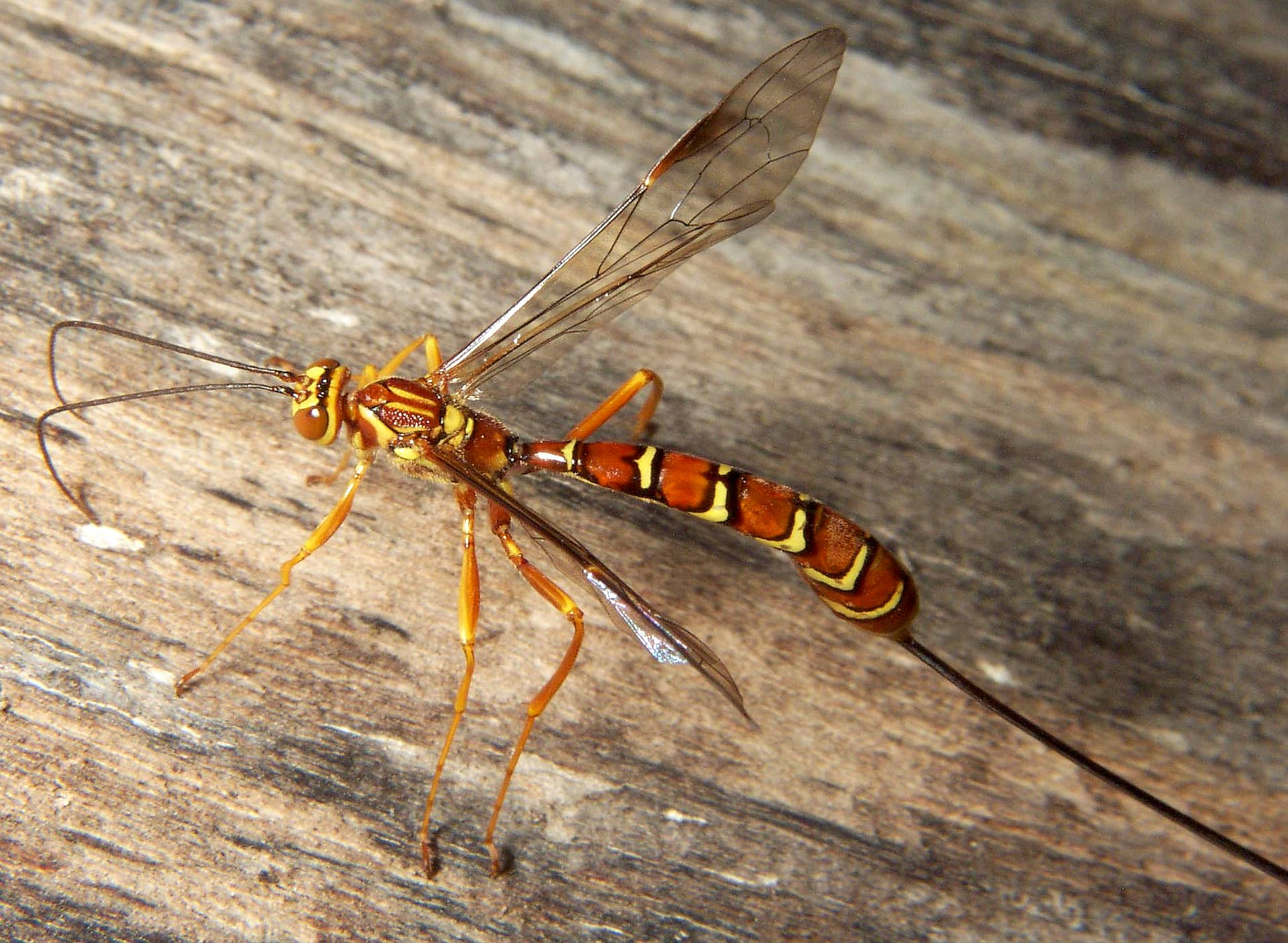
Megarhyssa macrurus hembra.

El ejemplo más extraordinario es el de Megarhyssa. Las hembras tienen un ovipositor sumamente largo y fino como tres pelos de varios centímetros de largo con el cual pueden taladrar la madera de troncos de árboles. Estas especies son parásitas de las larvas de avispas taladradoras de la madera y por lo tanto tienen que depositar sus huevos en el cuerpo del hospedador que generalmente se encuentra en una cavidad en la madera.

## Aguijones
El aguijón de los himenópteros en el infraorden Aculeata tales como avispas, abejas y hormigas es un ovipositor sumamente modificado que sirve para inyectar veneno segregado por glándulas abdominales. Este veneno paraliza a sus presas para que puedan servir de alimento para las crías. En otros himenópteros es usado como defensa. En la mayoría de los casos ha perdido su función de depositar huevos.
Los machos nunca tienen ovipositor ni aguijón.

## En otras especies
En algunos peces tales como los de la familia Cyprinidae existe un órgano, una extensión tubular del orificio genital, con función de oviposición. Es también llamado ovipositor.